# Raymond Borde
Raymond Borde, né le 28 août 1920 à Toulouse où il est mort le 20 septembre 2004, est un critique de cinéma et essayiste français, cofondateur et conservateur de la Cinémathèque de Toulouse.
Proche du mouvement surréaliste et d'André Breton, il collabore à plusieurs revues, dont Positif et Premier Plan. Vice-président de la Fédération internationale des archives du film de 1966 à 1990, il a publié une vingtaine d'ouvrages.

## Biographie
Après un doctorat en droit à l'Université de Toulouse, Raymond Borde devient inspecteur des finances. Il mène en parallèle une activité liée au cinéma.

### Critique de cinéma
Critique de cinéma, il collabore à de nombreuses revues. Il s’intéresse notamment au film noir, au burlesque et au cinéma social américain. En 1955, il souligne l’originalité de Robert Aldrich.
Raymond Borde est membre du comité de rédaction de Positif de 1954 à 1967. Membre du Parti Communiste jusqu’en 1958, il est partisan d’un cinéma engagé et prend position contre les Cahiers du cinéma et les cinéastes de la Nouvelle Vague, dont il dénonce la politique des auteurs et les dérives droitières.
Il collabore à la revue Les Temps Modernes de Jean-Paul Sartre de 1954 à 1961, dans laquelle il rédige des critiques cinématographiques ainsi que des articles politiques. Son article sur « La fin du Stalinisme » lui coûtera son exclusion du Parti Communiste, mais il restera fidèle à une culture de gauche. Il s’oppose à la Guerre d’Algérie et signe en 1960 le Manifeste des 121 sur le droit à l’insoumission.
Très attaché au genre fantastique, il collabore également à la revue Midi-Minuit Fantastique de 1966 à 1971, dans laquelle il rédige des articles sur la peinture et le cinéma.

### Conservateur du patrimoine cinématographique
Animateur du Ciné-Club de Toulouse, Raymond Borde découvre en 1952 une copie de Ring d'Alfred Hitchcock au marché au puces. Il rassemble alors avec d'autres cinéphiles (notamment Roger Icart, également animateur du Ciné-Club et passionné de cinéma muet), une trentaine de films muets qu’ils récupèrent dans des marchés et auprès de forains. Ces films constitueront les premières collections de la Cinémathèque de Toulouse.
En 1958, il fait de la conservation du patrimoine cinématographique une priorité et crée une archive au sein du Centre Régional de Documentation Pédagogique au 3 rue Roquelaine à Toulouse, un immeuble de l'État qui lui confère une reconnaissance officielle malgré son absence de statut juridique. Raymond Borde obtient ainsi l'appui de l'O.R.O.L.E.I.S. (Office Régional des Œuvres Laïques d’Éducation par l’Image et le Son) de Toulouse, qui le met en relation avec les anciens Offices du cinéma éducateur, grâce auxquels il récupère de nombreuses copies et décuple les collections.
Dès le 12 décembre 1958, des projections y sont organisées, y compris pour le compte de la Cinémathèque française.
Raymond Borde étant favorable à une collaboration internationale entre les cinémathèques, ses relations avec Henri Langlois se dégradent rapidement lorsque ce dernier rompt avec la fédération internationale des archives du film (FIAF) à la suite du congrès de Stockholm de 1959.
Le 12 février 1964, Raymond Borde fonde officiellement la Cinémathèque de Toulouse, enregistrée au Journal Officiel sous le statut d’association loi de 1901. Celle-ci conserve l'adresse du 3 rue Roquelaine avant de déménager en 1971 pour le 12 rue du Faubourg Bonnefoy et de se doter d’un centre de stockage au Vernet (Haute-Garonne).
Le 23 juin 1965, la Cinémathèque de Toulouse adhère à la FIAF Les relations qu’elle noue avec la Cinémathèque royale de Belgique et le Gosfilmofond de Moscou lui permettent alors d’enrichir considérablement ses collections. Elle se dote notamment de grands classiques du cinéma français et américain ainsi que d’un fonds important de cinéma soviétique.
L’adhésion de la Cinémathèque de Toulouse à la FIAF marque la fin des relations entre Raymond Borde et Henri Langlois. En 1968, Raymond Borde prendra position contre lui lors de « l'Affaire Langlois », dénonçant le secret et le manque de rationalité de sa gestion, au détriment de la préservation des films. Son intervention contre Langlois dans le journal Le Monde vaudra à Borde d’être exclu du groupe surréaliste.
À partir des années 1970, il collabore à la revue d’histoire du cinéma Les Cahiers de la Cinémathèque de l’Institut Jean-Vigo de Perpignan. En 1986, il fonde avec Pierre Guibbert la revue Archives, constituée de dossiers d’archives de la Cinémathèque de Toulouse et de l’Institut Jean-Vigo.
Conservateur de la Cinémathèque de Toulouse jusqu'en 1996 et vice-président de la FIAF de 1966 à 1990, il aura consacré sa vie à la défense du patrimoine cinématographique et à l’histoire du cinéma.

## Filmographie
Raymond Borde est l’un des huit membres fondateurs du Groupe des cinéastes indépendants en 1963. À ce titre, il réalise Peintures d’Adrien Dax en 1960 avec Raimond Cazaux et apparaît dans Préparatifs de noces à la campagne de Raimond Cazaux en 1962.
Proche d’André Breton et du mouvement surréaliste, il réalise Les Agates en 1963 ainsi qu’un court métrage consacré au peintre Pierre Molinier en 1964. Il apparaît, en outre, dans le film interrompu Le Surréalisme de Robert Benayoun et Jacques Brunius, tourné en 1964 et inachevé.
Il a également tourné un court-métrage intitulé Peinture close sur le peintre toulousain Robert Thon.

## Publications
Raymond Borde publie de nombreux ouvrages sur le cinéma, reflétant la variété de ses intérêts (burlesque, animation, film noir, cinéma social…). Il est notamment l’auteur de Panorama du film noir américain (1955), coécrit avec Étienne Chaumeton, qui consacre la notion de « film noir », et d’un essai sur Les Cinémathèques (1983), dans lequel il pose les bases théoriques et établit un bilan de la conservation du patrimoine cinématographique.
Il est également l’auteur d’un pamphlet anarchiste, L'Extricable (1963), ainsi que d’un roman autobiographique, Le 24 août 1939 (1995).

## Décorations
- Commandeur de l'ordre des Arts et des Lettres lors de la promotion du 15 novembre 1996[10].